# XI eleccions a la presidència del Futbol Club Barcelona
El 15 de juny de 2003 van tenir lloc les eleccions a la presidència del Futbol Club Barcelona. Serviren per escollir un nou president després de la presidència de Gaspart i, posteriorment i de manera breu, d'Enric Reyna. La junta gestora a partir de la dimissió de Reyna va ser presidida per Joan Trayter.
Amb sis candidats foren les eleccions amb més participació de la història del Club, votaren 50.745 dels 94.339 socis amb dret a vot (53,79%) i Joan Laporta va guanyar amb el nombre de vots més alt de la història de l'entitat blaugrana fins aleshores.
Un total de sis candidats (rècord en la història del club) van concòrrer a la contesa electoral. El guanyador va ser Joan Laporta (líder de la plataforma opositora al nunyisme, Elefant Blau) amb un 52,57% dels vots (27.138), seguit de Lluís Bassat que va tenir el 31,80% dels suports (16.412 vots). A més distància van quedar Jordi Majó amb el 4,80 dels suports (2.490 vots), Martínez Rovira amb el 4,60% (2.388 vots), Josep Maria Minguella amb el 3,60% (1.867 vots) i Jaume Llauradó amb només l'1,90% dels sufragis (987 vots).
Abans d'esdevenir candidats, els precandidats van haver de recollir signatures. La recollida la va encapçalar Bassat amb més de 9.000, seguit per Llauradó i Laporta vora les 6.000. També van aconseguir superar el tall i esdevenir candidats Martínez Rovira, Minguella i Majó. Van quedar-se amb un número insuficient de signatures els precandidats Jordi Medina i Jordi Casas.